# 萊昂鎮區 (密歇根州奧克蘭縣)
萊昂鎮區（英語：Lyon Township）是位於美國密歇根州奧克蘭縣的一個特設鎮區。

## 地方資料
萊昂鎮區的面積為82.80平方千米，當中陸地面積為81.20平方千米，而水域面積為1.60平方千米。根據2020年美國人口普查的數據，當地共有人口23271人，而人口密度為每平方千米281.05人。